# Claoxylon praetermissum
Claoxylon praetermissum är en törelväxtart som beskrevs av Airy Shaw. Claoxylon praetermissum ingår i släktet Claoxylon och familjen törelväxter. Inga underarter finns listade i Catalogue of Life.